# Olchówka (rejon nieświeski)
Olchówka (biał. Альхоўка, Alchouka; ros. Ольховка, Olchowka) – wieś na Białorusi, w obwodzie mińskim, w rejonie nieświeskim, w sielsowiecie Nieśwież.

## Historia
W XIX i w początkach XX w. położona była w Rosji, w guberni mińskiej, w powiecie słuckim.
W dwudziestoleciu międzywojennym wieś i dwa folwarki leżące w Polsce, w województwie nowogródzkim, w powiecie nieświeskim, w gminie Łań. Demografia w 1921 przedstawiała się następująco:
|                     | Liczba mieszkańców | Budynki | Narodowość  | Narodowość        | Wyznanie    | Wyznanie |
| Polacy              | Liczba mieszkańców | Budynki | Białorusini | rzymskokatolickie | prawosławne |          |
| ------------------- | ------------------ | ------- | ----------- | ----------------- | ----------- | -------- |
| wieś Olchówka       | 204                | 39      | 2           | 202               | 3           | 201      |
| folwark Olchówka I  | 24                 | 3       | 12          | 12                | 12          | 12       |
| folwark Olchówka II | 13                 | 1       | 7           | 6                 | 7           | 6        |

Po II wojnie światowej w granicach Związku Sowieckiego. Od 1991 w niepodległej Białorusi.